# Брунейско-израильские отношения
Израильско-брунейские отношения — международные двусторонние дипломатические, политические, военные, торговые, экономические, культурные и другие отношения между Брунеем и Израилем.
В настоящее время между двумя странами нет дипломатических отношений, хотя в 1990-е годы были неформальные контакты между представителями двух государств, так как Бруней хотел установить дипломатические отношения с ООП.

## История
Будучи мусульманской страной, Бруней никогда не устанавливал дипломатических отношений с Израилем. Израиль в свою очередь никогда не стремился установить отношений с Брунеем, в отличие от других азиатских стран с преимущественно мусульманским населением. В годы после обретения Брунеем независимости, в Израиле полагали, что это государство не будет пытаться установить контакты с еврейским государством до тех пор, пока его соседи, Малайзия и Индонезия, не сделают этого.
25 мая 1994 года Бруней установил дипломатические отношения с ООП. Через несколько дней, 29 мая израильский министр иностранных дел и и. о. премьер-министра Шимон Перес встретился с министром иностранных дел Брунея Мухаммедом Булкайя в Нью-Йорке на Генассамблее ООН.
В ноябре 1999 года советник султана Брунея, президент крупной нефтяной компании и глава национального инвестиционного агентства B. Naliq Faqouli посетил Израиль. Он прибыл в страну по приглашению на форум израильских глав советов директоров, и встретился с его директором, Бенни Кляйном. По словам Факули, султан Брунея отправил его в Израиль с целью установить экономические связи с еврейским государством, а также для договорённостей о покупке Израилем брунейской нефти. Тем не менее эти переговоры не увенчалась успехом.
С тех пор не было иных сообщений о желании двух стран установить какие-либо отношения, однако существует мнение, что это может произойти в скором времени, так как Израиль развивает отношения со странами ASEAN, которые в свою очередь оказывают давление на Малайзию, Индонезию и Бруней.